# Cyphonethes herzegowinensis
Cyphonethes herzegowinensis är en kräftdjursart som först beskrevs av Karl Wilhelm Verhoeff 1900.  Cyphonethes herzegowinensis ingår i släktet Cyphonethes och familjen Trichoniscidae. Inga underarter finns listade i Catalogue of Life.